# Григс, Оскарс
Оскарс Григс (латыш. Oskars Grīgs; 20 января 1943, Кандава — 21 апреля 2017, Латвия) — латвийский политик.

## Биография
Родился 20 января 1943 в Кандаве. В 1980 году окончил Кандавский сельскохозяйственный техникум, получив специализацию по техническому осмотру и ремонту автомобиля. Четыре года в качестве инженера-техника отслужил в ВМФ СССР.
В 1993 году от партии Крестьянский союз Латвии был избран в 5-й Сейм Латвии. В 1995 году от союза «Tēvzemei un Brīvībai» («Отечеству и свободе») избирается в 6-й Сейм Латвии. В 1997 году вступает в новое объединение «Отечеству и свободе/ДННЛ» (появилось в результате слияния Объединения «Отечеству и свободе» и Латвийской национально-консервативной партии) и в 1998 году проходит в 7-й Сейм Латвии. В 1999 Григс был единогласно исключен из объединения «Отечеству и свободе/ДННЛ» на основании того, что нарушил дисциплину при принятии важных для партии решений и своей неявкой на заседание комиссии по обороне и национальной безопасности косвенно поспособствовал тому, что бывшие сотрудники КГБ будут продолжать работать в структурах безопасности. В 2000 году вступает в Латвийскую социал-демократическую рабочую партию. В 2002 году баллотировался, но не прошёл в 8-й Сейм Латвии. В 2004 году избирался в Европейский парламент от Латвии, но по результатам выборов не прошёл в состав парламента. С 1993 года и до окончания срока полномочий 8-го Сейма занимал руководящие должности в комиссиях по национальной безопасности и обороне и внутренним делам Латвии.
В апреле 2005 года был задержан. Были предъявлены обвинения в нелегальном подключении к трубопроводу Полоцк—Вентспилс, незаконном хранении оружия и попытке дать взятку полицейскому. Во время обыска у Григса было обнаружено два глушителя к пистолетам, три малокалиберных пистолета и один пистолет «Beretta», ружьё 12-го калибра и 3479 патронов различного калибра, а также — подключение к нефтепроводу длиной 800 метров и цистерна с более чем 10000 литрами дизельного топлива. В октябре 2006 года был осуждён на 2 года лишения свободы.
Скончался 21 апреля 2017 года.